# Adłan Ibragimow
Adłan Usamowicz Ibragimow (ros. Адлан Усамович Ибрагимов; ur. 2 lutego 1989 w Groznym) – rosyjski zapaśnik startujący w stylu wolnym. Drugi w Pucharze Świata w 2016. Trzeci w mistrzostwach Rosji w 2015 i 2017 roku.

Od 2018 roku jest zawodnikiem mieszanych sztuk walki. 15 grudnia 2024 roku zdobył pas mistrzowski ACA w wadze półciężkiej.

## Osiągnięcia

### Mieszane sztuki walki
- 2018-2019: Zwycięzca turnieju Berkut Young Eagles w wadze ciężkiej
- 2023-2024: Zwycięzca ACA Grand Prix w wadze półciężkiej
- 2024-nadal: Mistrz ACA w wadze półciężkiej[4].